# 楊應時
楊應時（1552年—？），字際甫，號澹所，浙江杭州府仁和縣人，民籍，明朝政治人物。

## 生平
萬曆七年（1579年）己卯浙江鄉試八名，萬曆十四年（1586年）丙戌科會試三百十名，登三甲第十名。都察院观政，任行人司行人。

## 家族
曾祖楊明；祖父楊瓛；父楊孟昇。母王氏。永感下。弟杨应春。